# ルベン・ロペス・ウエスカ
ルビオ（Rubio）こと、ルベン・ロペス・ウエスカ（Rubén López Huesca 、1995年6月24日 - ）は、スペイン・アリカンテ出身のプロサッカー選手。SDログロニェス所属。ポジションは、フォワード。

## クラブ歴
2019年6月5日、ポーランドのクラコヴィアに加入。
2020年10月5日、サンデツヤ・ノヴィ・ソンチにローン移籍に出された。

## 私生活
兄のカルリートスもサッカー選手である。